# Northern Marianas International
Die Northern Marianas International sind neben den Northern Marianas Open und den Saipan International eine offene internationale Meisterschaft der Nördlichen Marianen im Badminton. Das Turnier wurde erstmals im Jahr 2025 ausgetragen.

## Die Sieger
| Saison | Herreneinzel | Dameneinzel | Herrendoppel               | Damendoppel              | Mixed                    |
| ------ | ------------ | ----------- | -------------------------- | ------------------------ | ------------------------ |
| 2025   | Yoo Tae-bin  | Park Ga-eun | Kim Jae-hyeon Lee Sang-won | Jang Eun-seo Kim Yu-jung | Kim Jae-hyeon Kim Min-ji |